# دهستان برج اکرم
دهستان برج اکرم، یکی از دهستان‌های بخش مرکزی شهرستان فهرج در استان کرمان ایران است. مرکز این دهستان، روستای برج اکرم است.

## جمعیت
بر پایه سرشماری عمومی نفوس و مسکن در سال ۱۳۹۵، جمعیت دهستان برج اکرم برابر با ۱۹٬۱۶۵ نفر بوده‌است.